# Championnat d'Ukraine de rugby à XV 2013
 (signalé en mai 2025).
Si vous disposez d'ouvrages ou d'articles de référence ou si vous connaissez des sites web de qualité traitant du thème abordé ici, merci de compléter l'article en donnant les références utiles à sa vérifiabilité et en les liant à la section « Notes et références ».
- Archive Wikiwix
- Bing
- Cairn
- DuckDuckGo
- E. Universalis
- Gallica
- Google
- G. Books
- G. News
- G. Scholar
- Persée
- Qwant
- (zh) Baidu
- (ru) Yandex
- (wd) trouver des œuvres sur Wikidata

 (juin 2025).
Motif : Coquille vide sans rédaction ni la moindre source. L'article principal (à compléter) devrait être suffisant pour aborder cette compétition
- Archive Wikiwix
- Bing
- Cairn
- DuckDuckGo
- E. Universalis
- Gallica
- Google
- G. Books
- G. News
- G. Scholar
- Persée
- Qwant
- (zh) Baidu
- (ru) Yandex
- (wd) trouver des œuvres sur Wikidata

| 1. | Préciser le motif de la pose du bandeau. | Précisez le motif de la pose du bandeau en utilisant la syntaxe suivante : {{admissibilité à vérifier\|date=juin 2025\|motif=remplacez ce texte par le motif}}                                                |
| 2. | Informer les utilisateurs concernés.     | Pensez à avertir le créateur de l'article, par exemple, en insérant le code ci-dessous sur sa page de discussion : {{subst:avertissement admissibilité à vérifier\|Championnat d'Ukraine de rugby à XV 2013}} |

Navigation
Championnat 2012 Championnat 2014
Le Championnat d'Ukraine de rugby à XV 2013, également appelé Major League 2013, oppose les huit meilleures équipes ukrainiennes de rugby à XV. Il débute le 21 avril 2013 pour s'achever par une finale disputée en 2013.

## Les clubs de l'édition 2013
Les 8 équipes de Major League sont :
| RC Dnepr Kredo-63 RC More RC Obolon-University RC Olymp RC Polytechnic SC Sokil RC TEX-A-C |

| Équipe               | Stade               | Capacité | Ville          |
| -------------------- | ------------------- | -------- | -------------- |
| RC Dnepr             |                     |          | Dnipropetrovsk |
| Kredo-63             | Spartak Stadium     | 4 800    | Odessa         |
| RC More              |                     |          | Théodosie      |
| RC Obolon-University | Lokomotiv Stadium   |          | Khmelnytskyï   |
| RC Olymp             | KhTZ Stadium        | 2 000    | Kharkiv        |
| RC Polytechnic       | ONPU Sports Complex |          | Odessa         |
| SC Sokil             | Stade Yunist        | 5 000    | Lviv           |
| RC TEX-A-C           | KhTZ Stadium        | 2 000    | Kharkiv        |

## Phase régulière

### Groupe Est

#### Classement
| Rang | Club         | J | V | N | D | Bo | Bd | Pm  | Pe  | Diff | Pts |
| ---- | ------------ | - | - | - | - | -- | -- | --- | --- | ---- | --- |
| 1    | RC Olymp (T) | 6 | 6 | 0 | 0 | 6  | 0  | 701 | 18  | +683 | 30  |
| 2    | RC TEX-A-C   | 6 | 4 | 0 | 2 | 0  | 0  | 65  | 254 | -189 | 16  |
| 3    | RC More      | 6 | 2 | 0 | 4 | 1  | 0  | 58  | 261 | -203 | 9   |
| 4    | RC Dnepr     | 6 | 0 | 0 | 6 | 0  | 1  | 53  | 344 | -291 | 1   |

|  | T : tenant du titre 2012 |

Attribution des points : victoire sur tapis vert : 5, victoire : 4, match nul : 2, défaite : 0, forfait : -2 ; plus les bonus (offensif : 4 essais marqués ; défensif : défaite par 7 points d'écart maximum).

#### Résultats
L'équipe qui reçoit est indiquée dans la colonne de gauche.
| Clubs      | DNE    | MOR   | OLY   | TEX   |
| ---------- | ------ | ----- | ----- | ----- |
| RC Dnepr   |        | 18-26 | 0-90  | 5-15  |
| RC More    | 24-12  |       | 0-108 | 8-17  |
| RC Olymp   | 179-15 | 86-0  |       | 107-0 |
| RC TEX-A-C | 10-3   | 20-0  | 3-131 |       |

|  | Victoire à domicile |  | Match nul |  | Défaite à domicile |

### Groupe Ouest

#### Classement
| Rang | Club                 | J | V | N | D | Bo | Bd | Pm  | Pe  | Diff | Pts |
| ---- | -------------------- | - | - | - | - | -- | -- | --- | --- | ---- | --- |
| 1    | Kredo-63             | 6 | 6 | 0 | 0 | 6  | 0  | 382 | 27  | +355 | 30  |
| 2    | SC Sokil             | 6 | 3 | 0 | 3 | 3  | 0  | 225 | 153 | +72  | 15  |
| 3    | RC Obolon-University | 6 | 3 | 0 | 3 | 2  | 0  | 153 | 208 | -55  | 14  |
| 4    | RC Polytechnic       | 6 | 0 | 0 | 6 | 0  | 0  | 50  | 422 | -372 | 0   |

Attribution des points : victoire sur tapis vert : 5, victoire : 4, match nul : 2, défaite : 0, forfait : -2 ; plus les bonus (offensif : 4 essais marqués ; défensif : défaite par 7 points d'écart maximum).

#### Résultats
L'équipe qui reçoit est indiquée dans la colonne de gauche.
| Clubs                | KRE  | OBO  | POL  | SOK   |
| -------------------- | ---- | ---- | ---- | ----- |
| Kredo-63             |      | 74-0 | 90-7 | 52-6  |
| RC Obolon-University | 6-55 |      | 62-5 | 23-12 |
| RC Polytechnic       | 5-64 | 8-56 |      | 16-81 |
| SC Sokil             | 3-47 | 54-6 | 69-9 |       |

|  | Victoire à domicile |  | Match nul |  | Défaite à domicile |

## Phase finale

### Tableau final play-off
|  | Demi-finales | Demi-finales |                        |         | Finale | Finale |
|  | Demi-finales | Demi-finales |                        |         | Finale | Finale |
|  |              |              |                        |         |        |        |
|  |              |              |                        |         |        |        |
|  |              |              |                        |         |        |        |
|  | Kredo-63     | 50           |                        |         |        |        |
|  | Kredo-63     | 50           |                        |         |        |        |
|  | RC TEX-A-C   | 5            |                        |         |        |        |
|  | RC TEX-A-C   | 5            | Kredo-63               | 18 \| 8 |        |        |
|  |              |              | Kredo-63               | 18 \| 8 |        |        |
|  |              | RC Olymp     | 18 \| 26               |         |        |        |
|  | RC Olymp     | RC Olymp     | 18 \| 26               | 54      |        |        |
|  | RC Olymp     |              |                        | 54      |        |        |
|  | SC Sokil     | 3            |                        |         |        |        |
|  | SC Sokil     | 3            | Match pour la 3e place |         |        |        |
|  |              |              |                        |         |        |        |
|  |              |              |                        |         |        |        |
|  |              |              |                        |         |        |        |
|  | RC TEX-A-C   |              |                        |         |        |        |
|  |              |              |                        |         |        |        |
|  | SC Sokil     |              |                        |         |        |        |
|  |              |              |                        |         |        |        |

### Résultats détaillés

#### Demi-finales
|  | RC Olymp | 54-3 (32-3) | SC Sokil |  |
|  |          |             |          |  |
|  |          |             |          |  |

|  | Kredo-63 | 50-5 (12-5) | RC TEX-A-C |  |
|  |          |             |            |  |
|  |          |             |            |  |

#### Match pour la septième place
|  | RC Polytechnic | 22-0 (11-0) | RC Dnepr |  |
|  |                |             |          |  |
|  |                |             |          |  |

|  |  | – |
|  |  |   |
|  |  |   |

#### Match pour la cinquième place
|  |  | – |
|  |  |   |
|  |  |   |

|  |  | – |
|  |  |   |
|  |  |   |

#### Match pour la troisième place
|  |  | – |
|  |  |   |
|  |  |   |

#### Finale
|                                                                                  | Kredo-63 | 18 - 18                   | RC Olymp |  |
| Essai(s) : Masyukov, Marchenko Transformation(s) : Kulik Pénalité(s) : Kulik (2) |          | Pénalité(s) : Kosarev (6) |          |  |
|                                                                                  |          |                           |          |  |

|                                                                                       | RC Olymp | 26 - 8                                    | Kredo-63 |  |
| Essai(s) : Kosarev, Lomakin Transformation(s) : Kosarev (2) Pénalité(s) : Kosarev (4) |          | Essai(s) : Kramarenko Pénalité(s) : Kulik |          |  |
|                                                                                       |          |                                           |          |  |